# José Mauro Volkmer de Castilho
José Mauro Volkmer de Castilho (17 de janeiro de 1946 — 8 de março de 1998) foi um pesquisador, cientista e professor brasileiro.
Esteve ligado à Universidade Federal do Rio Grande do Sul (UFRGS) desde 1967, quando ingressou como aluno da Escola de Engenharia da Universidade Federal do Rio Grande do Sul. Em 1971, diplomou-se engenheiro eletricista, tendo concluído o mestrado em 1973 e o doutorado em 1982, ambos na Pontifícia Universidade Católica do Rio de Janeiro. Na UFRGS, onde foi professor desde 1972, e como professor titular desde 1990, empreendeu projetos de ponta em bancos de dados e logo conquistou posição de liderança entre os pesquisadores brasileiros da área.

## Área de atuação
Seus trabalhos mais recentes enfocavam as diferentes formas pelas quais a inteligência artificial poderia contribuir para o aperfeiçoamento de bancos de dados, gerando Bancos de Dados Inteligentes. Orientou trabalhos em bancos de dados ativos, interfaces em linguagem natural para bancos de dados, interfaces cooperativas, recuperação de informações, descoberta de conhecimento em bases de dados e mecanismos de integração entre sistemas especialistas e bancos de dados, agregando em torno de si um numeroso grupo de estudantes e pesquisadores em diversos temas.

## Atividade científica
O professor Castilho foi participante ativo nas ações desenvolvidas no Brasil no campo da ciência e da tecnologia. Integrou o corpo docente do CPGCC desde sua fundação, participou do projeto MINIBAN em cooperação com a Alemanha e desenvolveu atividades junto à DIGIBRÁS. Foi membro do Comitê Assessor de Ciência da Computação do CNPq, consultor da CAPES e da FAPERGS, além de coordenador associado da cooperação Brasil/Alemanha na área de Informática e representante do Brasil junto ao Conselho Latinoamericano de Educação em Informática - CLEI.
No plano administrativo, exerceu diversas funções na UFRGS, como chefe de departamento e vice-diretor do Instituto de Informática da UFRGS, com inúmeras e ativas participações em órgãos colegiados junto a departamentos e ao CPGCC. 
Em homenagem póstuma a esse pesquisador e que foi tão importante para o Instituto de Informática e para a universidade como um todo, o Conselho da Unidade decidiu denominar o auditório da Escola de Computação da Universidade Federal do Rio Grande do Sul com seu nome, Auditório Prof. Dr. José Mauro Volkmer de Castilho. 
Também como forma de agradecimento e reconhecimento ao seu trabalho a Sociedade Brasileira de Computação, da qual o prof. Castilho foi um dos fundadores, criou o Prêmio José Mauro Castilho, concedido anualmente ao autor do melhor artigo apresentado no Simpósio Brasileiro de Banco de Dados.